# Aspen Snowmass

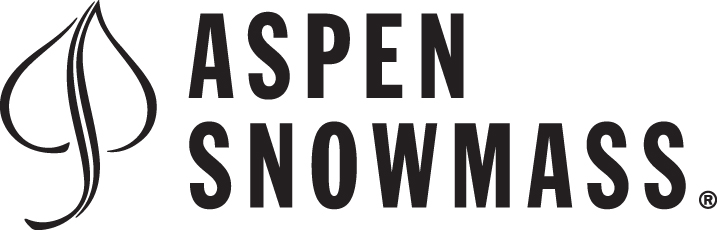
Logo van Aspen Snowmass

Aspen Snowmass is een amalgaam van vier wintersportgebieden in de Rocky Mountains in de Amerikaanse staat Colorado. De skigebieden bevinden zich op korte afstand van elkaar in de buurt van het stadje Aspen, dat sinds het midden van de 20e eeuw de naam heeft een mondain skioord te zijn. Aspen Snowmass – vernoemd naar het stadje en naar Snowmass, het grootste van de vier skigebieden – is eigendom van en wordt uitgebaat door de Aspen Skiing Company.
De vier wintersportgebieden zijn:
- Aspen Mountain – gelegen op Aspen Mountain en Bell Mountain, en onmiddellijk bereikbaar vanuit Downtown Aspen
- Aspen Highlands – gelegen op de flanken van Highland Peak en Loge Peak
- Buttermilk – een laaggelegen skigebied gericht op beginners en gezinnen
- Snowmass – het grootste, dat groter is dan de drie andere samen, gelegen boven Snowmass Village